# Idarnes hansoni
Idarnes hansoni är en stekelart som beskrevs av Boucek 1993. Idarnes hansoni ingår i släktet Idarnes och familjen fikonsteklar.
Artens utbredningsområde är Costa Rica. Inga underarter finns listade i Catalogue of Life.